# Moors River
Moors River är ett vattendrag i Storbritannien.   Det ligger i riksdelen England, i den södra delen av landet, 150 km sydväst om huvudstaden London.